# The Cheerful Insanity of Giles, Giles & Fripp
Albums de Giles, Giles & Fripp
The Brondesbury Tapes
(2002)
The Cheerful Insanity of Giles, Giles and Fripp, sorti en 1968, est le seul album du groupe Giles, Giles and Fripp, qui évolua pour donner naissance à King Crimson l'année suivante. De brefs sketches sont intercalés entre les chansons, constituant deux histoires, une par face de l'album : « The Saga of Rodney Toady » et « Just George ».

## Titres
1. Northmeadow (Peter Giles) – 2:29
2. Newly-weds (Peter Giles) – 2:07
3. One in a Million (Michael Giles) – 2:25
4. Call Tomorrow (Peter Giles) – 2:31
5. Digging My Lawn (Peter Giles) – 1:50
6. Little Children (Robert Fripp) – 2:48
7. The Crukster (Michael Giles) – 1:35
8. Thursday Morning (Michael Giles) – 2:50
9. How Do They Know (Michael Giles) – 2:14
10. Elephant Song (Michael Giles) – 3:15
11. The Sun Is Shining (Michael Giles) – 3:06
12. Suite No. 1 (Robert Fripp) – 5:33
13. Erudite Eyes (Robert Fripp) – 5:05

## Musiciens

### Giles, Giles & Fripp
- Robert Fripp - guitares, Mellotron
- Peter Giles - basse, chant, chœurs
- Michael Giles - batterie, percussions, chant, chœurs

### Personnel supplémentaire
- Ted Barker, Cliff Hardy - trombone
- Raymond Cohen, Gerry Fields, Kelly Isaccs, Boris Pecker, William Reid, G. Salisbury - violon
- John Coulling, Rebecca Patten - alto
- Alan Ford, Charles Tunnell - violoncelle
- Ivor Raymonde - arrangements de cordes
- "The Breakaways" - chœurs
- Mike Hill, Nicky Hopkins - claviers

### Fabrication
- Produit par Wayne Bickerton
- Ingénieurs : Terry Johnson, Bill Price, Martin Smith
- Remasterisation : Anthony Hawkins